# Чистый (Оренбургская область)
Чистый — посёлок в Оренбургском районе Оренбургской области. Входит в состав Экспериментального сельсовета.

## География
Географическое положение
Расстояние до областного и районного центра города Оренбург: 16 км, до аэропорта Оренбург: 33 км.
Ближайшие населённые пункты
Пруды (Городской округ Оренбург) 3 км, Южный Урал (Оренбургский район) 10 км, Восток (Городской округ Оренбург)10 км
Медик 11 км Первомайский 11 км

## История
Основан посёлок официально 19 февраля 1961 года. Ранее по райплану от 17 июля 1954 г. «Об исследовании и освоении целинных земель», земли поселения частично освоены колхозом Пугачева. Когда в 1957 г. город Оренбург вышел за р. Урал, колхоз ликвидировали и его земли перешли в ведение Экспериментального хозяйства. На месте будущего посёлка появилось отделение № 3 Экспериментального хозяйства. Основным направлением стало выращивание новых мясных пород скота.
24 сентября 2004 года, в соответствии с законом Оренбургской области № 1472/246-III-ОЗ пос. населённый пункт вошёл в образованное сельское муниципальное образование Экспериментальный сельсовет.

## Население
| 2010 |
| ---- |
| 262  |

## Инфраструктура
Развитое сельское хозяйство.

## Транспорт
Проходит федеральная автотрасса Р-239.